# Centro Instructivo de Arte y Cultura

El Centro Instructivo de Arte y Cultura - Centre Instructiu d'Art i Cultura (CIAC) es una sociedad musical de Vall de Uxó (Castellón). Fue fundada el 17 de septiembre de 1969. Sus principales objetivos son contribuir al fomento de la cultura, mediante la difusión de las Ciencias, Artes y Letras, cooperando al desarrollo de la vida cultural y social de Vall de Uxó.

## Historia de la Banda de Música
La banda del Centro Instructivo de Arte y Cultura, es heredera de las actividades musicales que realizaban las antiguas bandas Unión Musical Vallduxense y Municipal, que amenizaban anualmente la mayoría de los actos festivos que se llevaban a término en Vall de Uxó.

## Actividades
La Banda del CIAC es requerida para participar en multitud de actos dentro y fuera de la Comunidad Valenciana, ya sean conciertos, festivales, etc. aunque su actividad se centra principalmente en la provincia de Castellón. También ha realizado actuaciones en el extranjero, en concreto en el sur de Francia. Destaca la colaboración de la entidad con la comparsa Los Moros de la Alquería de Castellón, acompañando sus actuaciones en los festivales internacionales de Villefranche de Rourge y La Rochelle. 

## Méritos
La Banda del Centro Instructivo de Arte y cultura está en posesión:
- Medalla de Oro de la Diputación de Castellón.
- El año 1994 la Generalitat Valenciana le concedió la más alta distinción por la gran labor cultural, social y formativa que desarrolla.
- El año 2023 el Ayuntamiento de la Vall d´Uixó concede la Medalla de Oro de la Ciudad al Mérito Cultural
- El año 2023 Las fiestas patronales de San Vicente Ferrer de la Vall d´Uixó otorgan el premio Sant Vicente Ferrer al Mérito Cultural.

## Certámenes
La banda sinfónica del Centro Instructivo de Arte y Cultura ha participado en numerosos certámenes:
- Certamen Provincial de Castellón: 3 segundos premios (1977,1978,1985) 7 primeros premios (1979,1981,1983,1989,1990,1999,2003) todos en primera sección
- Certamen de la Comunidad Valenciana: 1 tercer premio (1989), 4 segundos premios (19890,1982,1984,1999) 1 primer premio (1990) todos en primera sección
- Certamen Internacional "Ciudad de Valencia": 1 tercer premio (1986) 2 segundos premios (1988,2000)
- Certamen "Villa de Leganés": 1 primer premio (1995)
- Certamen Internacional "Ciudad de Cullera": 1 primer premio (1998)
- Certamen Internacional "Villa de Aranda": 1 primer premio (2009)
- Certamen Internacional "Villa de Dosbarrios": 1 primer premio (2013)
- Certamen Internacional de Bandas de Música Ciudad de Valencia 3.er premio (2015)
- Certamen Internacional de Bandas de Música Villa de Altea 1.er premio (2022)

## La Banda de Música
La plantilla de la Banda del Centro Instructivo de Arte y Cultura esto integrada por más de 250 músicos federados aunque permanecen en activo alrededor de 110 de los cuales la mayoría son estudiantes. Muchos de ellos forman parte de les más importantes orquestas y bandas de música profesionales, desarrollando también labores docentes en Conservatorios, Institutos y Escuelas a lo largo de toda la geografía española.
En 1985, bajo la dirección del maestro D. Jaime Rebollar, participó en el certamen de bandas del programa Gente Joven, de RTVE, donde destacó por la calidad de la interpretación.
- Datos: Q8343603